# 中華人民共和国の戸籍制度

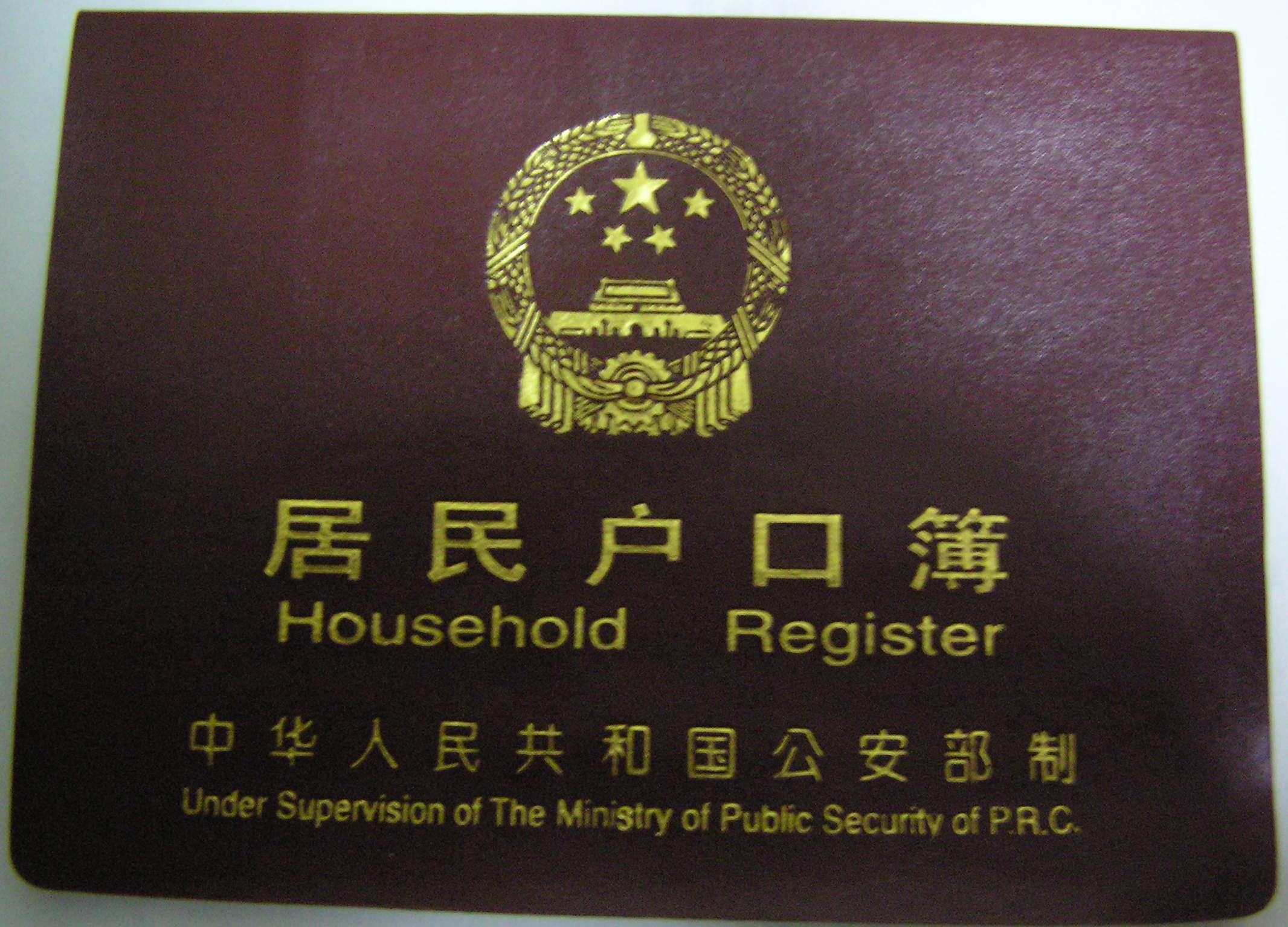
中華人民共和国居民戸口簿

中華人民共和国の戸籍制度（ちゅうかじんみんきょうわこくのこせきせいど）、また戸口（フーコオ）とは、中華人民共和国における戸籍制度である。中国共産党は出生地を基準として全中国人を幾つかの戸籍に編入し、この戸籍によって各中国人民に異なる水準の福祉（教育権・医療権・不動産権・労働時間など）が与えられる。

## 「戸口登記条例」（1958年）の制定の沿革
1949年10月1日、中華人民共和国が成立したが、当時、米ソ対決が顕在化し、中国内戦で敗れた蔣介石・国民党は台湾でアメリカから巨額の軍事・経済援助を受け、大陸反攻を目指していた。
1950年に勃発した朝鮮戦争は米中関係を一層悪化させていた。そのため中国は、本格的経済建設を始めるにあたって、ソ連の重工業優先政策を選択せざるを得なかった。またアメリカの対中国封じ込めに対抗するためにも、国防工業を育成する必要があった。重工業優先政策は多額の資金を必要とするが、資金の絶対量は不足しており、そのためには、農産物を輸出し、取得した外貨をもって重工業を育成していかなければならなかった。このような時代背景下、残存する反革命勢力を調査し監視するという目的の下に、都市を重点として戸籍制度の整備が着手された。1950年に公安部は『特殊人口の管理についての暫定弁法草案』を制定したが、ここにいう「特殊人口」とは共産党政権に反対する人々を指していた。その後、公安部は管理の対象を都市全体に広げるため、1951年に『都市戸籍管理暫定条例』を制定した。反革命勢力の管理という制度開始時の特殊な目的は、反革命鎮圧運動などを経て次第に後退した。第一次五カ年計画（1953年から1957年）の開始以来、1978年12月の中国共産党第十一期中央委員会第三回全体会議まで一貫して、国営の重工業部門が中国経済の中核に位置した。資本集約型の近代産業化という発展方式のもと貧しい農業国段階を脱し、豊かな社会主義国家を実現しようとしたのである。しかし、重工業部門が立地するのは都市であるので、重工業化の進展は都市労働者の増加を招き、それに見合う食料の供給を要求することになった。他方当時の中国農業の所得水準と労働生産性は低く、農村での食料の自家消費比率が高くなり、そのため都市に向けての商品化食料は乏しかった。そこで1953年11月の『食料の計画買付けと計画供給の実行に関する命令』により、「統一買付・統一販売」制度が設けられた。この制度の下では、農民は食糧を私営商人に販売することが禁じられ、すべての余剰部分を国家の定めた低い買付価格により国家指定の商業部門に売り渡すことが強要され、その食料は都市住民に低価格で統一的に販売された。こうして都市・農村の二元的役割分担が進む中、都市工業化の進展により都市において雇用機会が増加する一方、「統一買付・統一販売」制度の実施により農村においては食料危機が発生した。さらには農村余剰食糧を確実に吸収することを狙い農業集団化を推進したので、これに起因して農民の生産意欲が低下した。このような農村の現状に対し、国営企業の各種福利厚生サービスを受けることができた都市住民との間で、都市・農村間の経済格差が発生したことにより、1950年代には農村から都市への大規模な人口流入が発生した。都市人口は1953年の7800万人台から1959年の1億2300万人台へと4500万人も増加した。これにより都市では、流入人口による職業・食料・生活用品・住居の不足と国家の都市に対する負担が過重になる一方、農村では労働力の流出により農業生産が打撃を受けるようになった。そこで政府は、1953年から1958年にかけて数次の指示・通知により、農村から都市への盲目的流入、いわゆる「盲流」を禁止するように呼びかけた。しかしながらこうした規制や、都市から農村への強制送還も効果が薄かった。政府は農村労働力管理システムとしての農村の集団化（のちに人民公社につながる）や都市部から農村部への大規模な政策的人口移動（いわゆる「下放運動」といった一連の政策をとると同時に、人口管理の法的システムを整えるために戸籍管理制度の整備・確立をはかる方針に進んだのである。

## 戸口登記条例

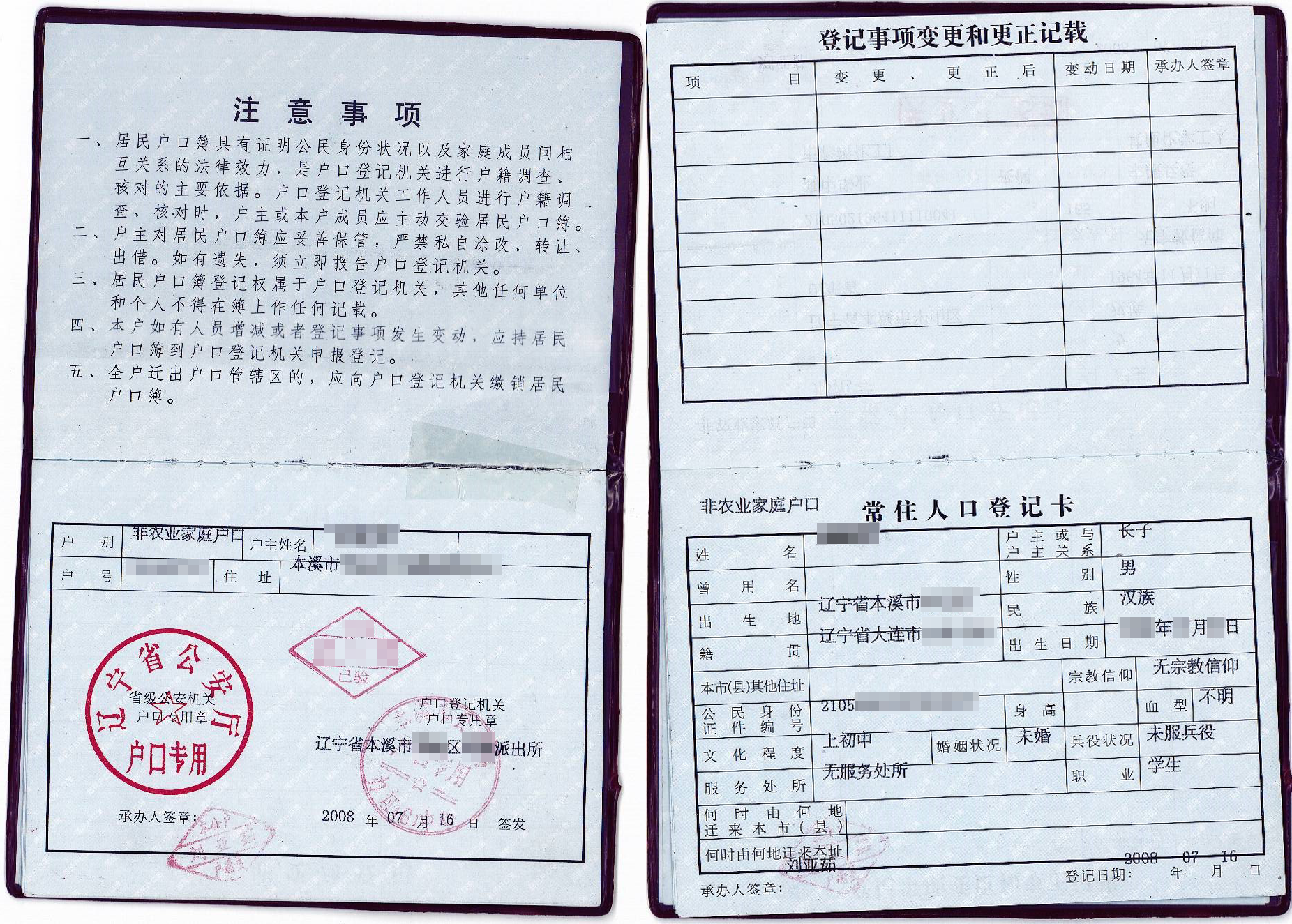
居民戸口簿の登記事項欄

1958年1月8日、1期全国人大常務委員会91回会議での審議と採択を経て、同日、新中国で初めての統一的な戸籍管理法規である『戸口登記管理条例』が公布された。現役軍人を除くすべての中国公民がその適用範囲とされる。登記事務は各級公安機関の管轄である。公民は、常住地において常住人口として登記しなければならず、一人の公民は1か所においてのみ常住人口として登記することができる。その登記は戸を単位とするものであり、主管者あるいは独居の場合は本人を戸主とする。戸主は戸口登記の申告において基本的に責任を負う者である。
常住人口登記の内容は、一人ずつ記入する「常住人口登記表」、またそれを戸ごとにまとめて戸口登記機関が保存したものである「戸口登記簿」、およびそれに依拠する内容を記して戸ごとに発給する「居民戸口簿」として表現される。1995年に公安部が通知したところによると、常住人口登記表および居民戸口簿には、ともに、戸別、戸主氏名、本人氏名、性別、旧名、民族、出生日、出生地、住所、本市・県のその他の住所、籍貫（祖父の居住地）、宗教信仰、身分証番号、学歴、婚姻状況、兵役状況、身長、血液型、職業、勤務先等が登記項目となっている。同通知によると、常住人口登記表の戸別の欄には、従来の「農戸」・「非農戸」の区別に替え、「家庭戸」・「集団戸」の区別を記入するとされる。「農業戸口と非農業戸口という差別的な戸口性質を撤廃し、全国の都市・農村一体の戸口を実行すべし」という1990年代における戸籍制度改革の影響を受けている。これらの登記項目は、公民の身分を証明する法的効力を有しており、選挙権・被選挙権の行使、免許類の受領、入学、就業、結婚、旅行等の公民が社会生活を行う上での個人証明書である居民身分証の記載内容の根拠ともなっている。

## 戸口移転手続
戸口登記条例では、農村から都市への人口流動の増加という社会状況をふまえ、人の移動を制限・管理する必要性から、戸口の移転を伴う移動とりわけ農村から都市への移動に対し厳しい制限となっている。
具体的には、公民が農村から都市へ移転する際に、都市労働部門の採用証明書、学校の入学証明書あるいは都市戸口登記機関の転入許可証明書の取得を義務付けることなどである。54年憲法は、移動の自由を認めていたが、実際には都市への人口流入が抑制されていく過程で、移動の自由に対する制限が次第に強化されていくことになった。ただし、ここでの移動の自由に対する制限は、農村から都市への移動の制限であり、逆の都市から農村への移転は基本的に自由であった。移動の制限は、都市と農村を区分する問題であったので、戸籍は都市戸籍と農村戸籍の2つに分類されて管理されることになった。ただし、農村戸籍に分類された者は、行政上農村地区とされている地域に居住していることを示すだけで、農民であることを示すものではない。さらに、1955年からは、計画経済と配給制度を運営する必要から、農業人口と非農業人口を区別する統計がとられるようになった。

## 農転非政策
文化大革命の終息が宣言された1977年に政府は、農村から都市への移動を禁止する原則を維持しつつ、毎年、非農業人口の0.15パーセントに限って都市への移動を認める「農転非（農業人口から転じて非農業人口となす）政策」を開始した。
これは文革中に強制的に農村に移住させられた知識人や技術者、学生といった有能な人材を都市に復帰させようとするもので、文革の清算と同時に、経済改革に必要な人材を動員する狙いがあった。1970年代後半の農業改革の成功により「農転非政策」は緩やかに拡大し始める。さらに1980年代前半には郷鎮企業が発展し、農村地域での工業化と小都市の経済発展が著しく進展し、戸籍管理行政が大きく見直された。1984年に政府は農村地域の小都市である「建制鎮（行政区画上の都合で、地区の行政の中心地として設置された鎮）」での工業、商業、サービス業に従事している農民に、新設した食料自給戸籍を与えた。これにより食料自給農民を得た農民は、非農業人口に加えられたので、「農転非政策」は大幅に拡大されたことになる。1990年代になると、沿海地方の飛躍的な経済発展と農村の都市化が、戸籍管理行政改革への圧力となる。市場経済の浸透により配給制度が基本的に廃止されたために、これまでの戸籍管理制度を支えていた大きな柱が失われたことも改革への弾みとなった。1998年には「農転非政策」は大幅に緩和され、都市に居住すべき一定の事情がある者、経済活動上の必要がある者、優秀な人材や都市部の住宅を購入した者などについては、各地方政府の判断で都市への移住を認める制度が全国的に始まった。

## 暫住証から居住証へ

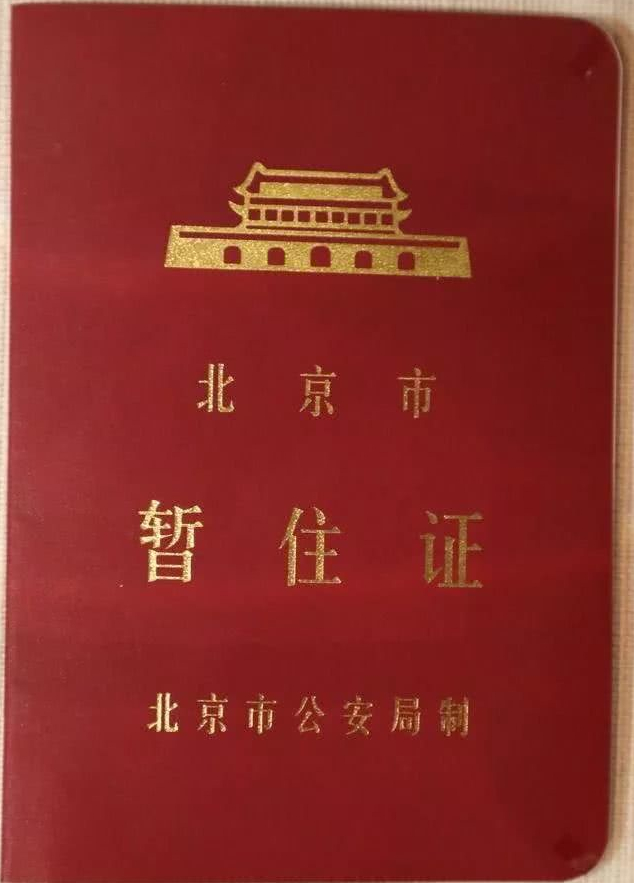
北京市暫住証
北京市では2016年10月1日に発行が停止され、居住証へ置き換わっていった。

沿海工業地帯の発展は大量の労働力需要をもたらしたため、内陸部からの人口移動は不可避なものとなった。そこで出稼ぎ労働者を管理するため、公安部は1985年に「都市暫住人口管理についての暫定規則」を定め、暫住証を発行するようになった。しかし、この証明書は一時的な居住を認めるものに過ぎず、社会保障・医療・教育等の行政的サービスを都市住民と同じように受けることはできなかった。
農村からの出稼ぎ労働者（農民工）は、暫住という形で長期にわたり不安定な生活を強いられたため、次第に不満を募らせていった。戸籍制度の抜本的改革が実現しない中、2010年には北京、上海、広州等の大都市で、暫住証を居住証に切り替える措置が順次実施され始めた。居住証は各都市で違いがあるものの、医療や社会福祉の面で、戸籍をもつ市民と同等の待遇を保証していること、5年から10年ほどの一定期間を経た後、都市戸籍の取得を可能にしていることが、共通している。しかしこの措置をもってしても、外来人口を二級市民として差別している点では根本的な解決ではなく、戸籍制度改革実現までの時間稼ぎの措置という他ない。

## 農村戸籍から都市戸籍への転籍　都市規模別に応じた制限緩和及び撤廃
習近平の中国共産党中央委員会総書記（最高指導者）就任後の2014年3月16日、中国政府は「国家新型都市化計画（2014～2020年）」（新型都市化計画）を発表した。この発表では、戸籍登録を都市規模に応じて緩和し、2020年までに1億人に居住している都市の都市戸籍を与えるという目標を掲げた。この計画の背景には、中国経済の成長減速を打破するために、出稼ぎ労働者（農民工）を中小都市への移住を促し、消費者の立場にすることで、再び経済成長を促す狙いがあった。しかしながら、この政策を進める為、大都市にある農民工居住区の取り壊しを強制的に進め、補償の無い状態で出稼ぎ労働者（農民工）たちを立ち退かせた。
2016年9月に国務院が「1億の非都市戸籍人口の転籍を推進する方案」を発表し、出稼ぎ労働者（農民工）の転籍を推進した。
そして2017年には、新一線都市と呼ばれる都市の一部で、若い優秀な人材の流入を促すことを目的として、大卒者を対象に以下の都市を例に取得条件を緩和をした。
- 武漢　
卒業後3年までの大卒者：卒業証書があれば可能
卒業後3年を越える大卒者：固定した住所、雇用契約書、社会保険納付記録があれば可能
- 長沙　大卒者(大学院生を含む)：(転居前の)戸口本(日本の戸籍謄本に相当するもの)、身分証明書、卒業証明書があれば可能
- 成都　大卒者：卒業証明書があれば可能
- 西安　大卒者：45歳以下であれば戸籍を取得できる。修士以上は年齢制限なし。（その後、後述のように、大卒以上は年齢制限が撤廃された。）

その後、国家発展改革委員が2019年4月8日に発表した「2019年新型都市化建設の重点任務」により、今まで常住人口100万人未満の中小都市の場合のみに農村からの移転制限が撤廃されていたが、常住人口100万人以上300万人未満の都市（貴陽、石家庄、福州、南昌など65都市）へ拡大した。但し、逆に言えば全ての都市に対して制限を撤廃したわけでなく、人口300万以上の都市に制限が残った形となっている。
常住人口300万人以上500万人未満の大都市（西安、ハルピン、青島、長春、済南など13都市）の場合、移住に対して定住条件の緩和をすると共に、重点グループ（都市で就職した新たな農民工、都市に居住・就職して5年以上で、かつ一家で農村から移住した住民、進学した農村学生と軍隊に入った都市住民）に対しては、定住制限が撤廃されている。
実際に、国家発展改革委員による発表前に以下の都市で都市戸籍取得制限緩和や撤廃が行われた。
- 2019年3月に、石家庄は、戸籍取得条件を全て撤廃した中国の省都として初となった（それ以前は、安定的な住所と就業を条件としていた）。
- 2019年2月に、西安は大卒以上は年齢制限なし、大卒未満は45歳未満と緩和させた。

また、他にも非都市戸籍者が希望すれば居住証を発行し、居住証で受けられる公共サービス拡大をしている都市もある。
500万人以上の大都市（上海、北京、深圳、重慶、天津、広州、成都、南京など14都市）の場合の制限は、戸籍枠を大幅に拡大し、戸籍取得採点制度において社会保障費納付期間と住居期間を採点に占める割合を引き上げ、採点項目簡素化をするよう求められているが、制限が残っている。例えば、深圳では大幅にポイント制を簡素化したにもかかわらず、2017年に取得を希望した者の内、4割程度しか認められなかった。
更には、上海と北京は500万人以上の都市の中で、最も取得が難しい都市としての状況が続くとの見方がある。上海の場合は、広州や深圳に比べてはるかに厳しい取得条件（居住証を7年以上保有し、その間、上海の社会保険に加入し保険料を支払っていることが必要とされ、その上で学歴に応じて申請に必要なポイント数が決められている。）を科しており、年に5,000人しか取得できないようにしている。また北京では、2018年で、取得を希望した12万4,657人の内、取得できたのは6,019人であった。
そして2018年末時点で、都市に住みながら都市戸籍を持たない者の総人口比は約16.2％、約2.26億人であり、2015年以降縮小傾向にあるものの、都市戸籍を取得した出稼ぎ労働者（農民工）が9,000万人を超えたにもかかわらず、絶対数としては減少していない。更には、深圳、東莞では非都市戸籍者が都市戸籍者を上回る「倒挂」と呼ばれる現象が生じている。
また出稼ぎ労働者（農民工）の都市戸籍の転換は緩和したにもかかわらず進んでいない現状となっている原因は、以下の2つの立場による要因によるものである。
- 政府側の要因:公共サービスの提供に関わる負担などから無尽蔵に戸籍を与えることに躊躇する。基本的にはその都市経済の発展に役立つと思われる高学歴人材に戸籍を与える傾向がある。そのため、高学歴でない大多数の単純労働者は簡単に戸籍取得できないようになっている。
- 出稼ぎ労働者（農民工）側の要因：戸籍所在地の土地権益を手放したくないという誘因が働いている。具体的には農村の土地は集団所有地であり、その運用で得られる配当や土地使用権が存在する。これらを手放してまで都市戸籍を持つということは将来の保険を失うことを意味する。